# Cupid Forecloses
Cupid Forecloses er en amerikansk stumfilm fra 1919 af David Smith.

## Medvirkende
- Bessie Love som Geraldine Farleigh
- Dorothea Wolbert som Mrs. Farleigh
- Wallace MacDonald som Bruce Cartwright
- Frank Hayes som Oliver Brown
- James Donnelly som Jim Connors